# Walter Eglmeyer
Walter Eglmeyer (* 24. März 1935 in Sondershausen; † 18. Juli 2017 in Jena) war ein Fußballspieler aus Thüringen. Für den SC Motor Jena spielte er in der DDR-Oberliga, der höchsten Spielklasse des DDR-Fußball-Verbandes. In Jena wurde er DDR-Fußballmeister und Pokalsieger. Außerdem war Eglmeyer vierfacher DDR-Nachwuchsnationalspieler.

## Sportliche Laufbahn
Bis 1954 spielte Eglmeyer bei der Betriebssportgemeinschaft (BSG) Motor Neustadt/Orla, danach wechselte er zum zweitklassigen DDR-Ligisten BSG Motor Nordhausen-West. Ab 1956 gehörte Eglmeyer zum Aufgebot des SC Motor Jena, der ebenfalls in der DDR-Liga spielte. Dort wurde er von Saisonbeginn an als Stürmer eingesetzt, und er bestritt 24 der 26 ausgetragenen Punktspiele. Mit diesen Spielen und seinen vier erzielten Toren trug er zum Aufstieg der Jenaer in die DDR-Oberliga bei. Bereits als Zweitligaspieler gehörte er 1956 zum Kader der DDR-Nachwuchsnationalmannschaft, für die er bis 1957 vier Länderspiele bestritt und einmal als Torschütze erfolgreich war.
Auch in seiner ersten Oberligasaison gehörte Eglmeyer zum Spielerstamm, hatte jedoch keine Stammposition, denn Trainer Hans Warg setzte den 22-Jährigen in dessen 24 Punktspieleinsätzen sowohl auf verschiedenen Angriffspositionen als auch im Mittelfeld ein. Nachdem Eglmeyer 1958 nur drei Oberligaspiele absolviert hatte, kehrte er 1959 in die Stammmannschaft zurück, wo er unter dem neuen Trainer Georg Buschner in 21 Oberligaspielen regelmäßig im Sturm eingesetzt wurde. In der Saison 1960 war Eglmeyer Allroundspieler. In seinen 24 Oberligaeinsätzen spielte er als Stürmer, Läufer und Abwehrspieler. In dieser Spielzeit kam der SC Motor Jena zu seinem ersten Titelgewinn, im Endspiel um den DDR-Fußballpokal besiegte er den SC Empor Rostock mit 3:2 nach Verlängerung. Eglmeyer, der zuvor schon alle Pokalspiele der Saison bestritten hatte, stand im Finale als Stopper in der Mannschaft. Im anschließenden Wettbewerb um den Europapokal der Pokalsieger stieß der SC Motor überraschend bis in das Halbfinale vor. Eglmeyer war auch in diesem Wettbewerb bei allen acht Begegnungen dabei, so auch in den beiden Halbfinalspielen gegen Atlético Madrid (0:1, 0:4).
Die Oberligasaison 1961/62 wurde wegen der Umstellung des Spielplans auf den Sommer-Frühjahr-Rhythmus über 39 Runden ausgetragen. Eglmeyer verletzte sich bereits im ersten Punktspiel und kehrte erst vom 14. Spieltag an in die Stammelf als Mittelfeldspieler zurück. 1962/63 gewann der SC Motor Jena seine erste Fußballmeisterschaft. Bis zum 10. Spieltag war Eglmeyer im Mittelfeld der Jenaer eine Bank, dann setzte ihn erneut eine Verletzung bis zum Saisonende außer Gefecht. Am letzten Saisonspieltag, als die Jenaer die Meisterschaft bereits sicher hatten, gab Eglmeyer bei der Begegnung SC Lok Leipzig – SC Motor (3:2) seine Abschiedsvorstellung in der Oberliga. Im Sommer 1963 bestritt er noch drei Spiele im IFC-Wettbewerb, in der Partie Zagłębie Sosnowiec – SC Motor (2:0) verabschiedete sich der 28-Jährige endgültig als Oberligaspieler des SC Motor Jena.
Es war sein 164. Pflichtspiel für die Jenaer gewesen, in denen er 24. Tore erzielt hatte. In der Oberliga war Eglmeyer 112-mal eingesetzt worden und hatte dabei 15 Tore erzielt. Von 1963 bis 1974 fungierte er als Mannschaftsleiter der Jenaer Oberligamannschaft.